# اريجو بويتو
أريجو (أو إنريكو) بويتو يوم 24 ملحن وروائي وشاعر إيطالي، ولد فيفري 1842 في بوديو وتوفي يوم 10 يونيو 1918 في مدينة ميلان الايطاليا.
أوبرا ثانية، نيرون، والتي كان يعمل عليها منذ عام 1870 ، ظلت غير مكتملة حتى وفاته عام 1918 . اكتمل التنسيق بواسطة انطونيو سماريجليا وفينشنزو توماسيني تحت إشراف توسكانيني، الذي عرضه لأول مرة في لا سكالا في 1 ماي 1924م.